# Boungou-Natimsa
Pour les articles homonymes, voir Boungou.
Ne doit pas être confondu avec Boungou-Folgou.
Boungou-Natimsa, également appelé Boungou-Natinga, est un village du département et la commune rurale de Manni, situé dans la province de la Gnagna et la région de l’Est au Burkina Faso.

## Géographie

### Situation et environnement
Boungou-Natimsa, qui est constitué de centres d’'habitation dispersés sur un vaste territoire, est situé à environ 8 km au Sud-Ouest de Bourgou.

### Démographie
- En 2003 le village comptait 2 668 habitants estimés[3].
- En 2006 le village comptait 2 920 habitants recensés[1].

## Santé et éducation
Le centre de soins le plus proche de Boungou-Natimsa est le centre de santé et de promotion sociale (CSPS) de Bourgou.